# LFE
LFE é sigla para Low-Frequency Effects, comumente usada na descrição do canal de áudio usado em formatos multi-canal de filmes, como o DTS e os Dolby. O sinal desta faixa varia de 10 Hz a 120 Hz, e é normalmente enviada a um subwoofer, dito emissor de baixas-frequências (Low-Frequency Emitter).